# Vatu
Vatu (în engleză Vanuatu vatu) este unitatea monetară a statului Vanuatu, care se află în Melanezia, Oceanul Pacific. Nu are diviziuni.